# École nationale supérieure Louis-Lumière
L'École nationale supérieure Louis-Lumière (ENS Louis-Lumière) è un istituto francese che offre istruzione e formazione teorica, pratica, tecnica e artistica per coloro che desiderano entrare nei vari rami dell'industria audiovisiva in Francia.
Gestito sotto gli auspici del Ministero dell'istruzione superiore, offre un corso finanziato dallo stato a livello post laurea che porta a un diploma riconosciuto a livello nazionale equivalente a un master.
Tra gli studenti celebri si possono citare Fred Zinnemann (1926), Pierre Lhomme, Gaspar Noé, Claire Mathon, Euzhan Palcy, Michel Houellebecq (1981), Philippe Rousselot, Eduardo Serra, Bob Swaim, Jaco Van Dormael, Trần Anh Hùng, Jean-Jacques Annaud, Claude Zidi, Benoît Delhomme

## Storia
Seconda scuola di cinematografia della storia, è stata fondata nel 1926 come l'Ecole Technique de Cinématographie et de Photographie in rue de Vaugirard, sotto la guida di personalità come Louis Lumière e Léon Gaumont. Nel 2012 la scuola si è trasferita alla Cité du Cinéma di Saint-Denis.